# 王傳宗
王傳宗（1978年11月9日—），台灣導演，從事電影、電視、現代小說創作，長於導演、編劇、影評。曾於2009年第44屆金鐘獎上獲得「迷你劇集導演獎」。現為台灣戲劇多產型中生代導演。

## 經歷
王傳宗1978年11月9日出生於台灣台南。中國文化大學英國語文學系畢業、國立台灣大學新聞研究所碩士班畢業。從大學時代開始，以「金桔粒」為筆名發表影評，以本名拍攝單元劇、連續劇、廣告、MV與紀錄片。
主要作品多為公視單元劇，2010年首次拍攝台視偶像劇《我的完美男人》。2011年暑假首度拍攝電影《寶米恰恰》，與楊貽茜導演共同拍攝。《寶米恰恰》於2012年的6月15號全台上映，雖然叫好不叫座，票房表現不佳，卻獲得第14屆台北電影節最佳劇情片、最佳編劇與最佳剪接三項大獎。並於同年的第49屆金馬獎獲五項提名：最佳新導演、最佳編劇、最佳新人獎、最佳主題曲與最佳視覺特效，但未獲得任何獎項。
2025年在大愛劇場《我們六個》擔任大愛電視劇導演職務。

## 作品

### 導演

#### 電影
- 2011年 《感官犯罪》
- 2012年 《寶米恰恰》（與楊貽茜導演合拍）
- 2015年 《我們全家不太熟》

#### 連續劇
- 2010年 公視 《搖滾保母》（迷你連續劇）
- 2010年 台視 《我的完美男人》
- 2012年 客家電視台 《飆！企鵝里德》
- 2012年 民視 《美人龍湯》
- 2013年 台視 《親愛的，我愛上別人了》
- 2013年 中視 《女王的誕生》（第14、15 、16、17集）
- 2013年 大愛電視台 《花蓮名磨-張永婕師姐的故事》
- 2014年 TVBS歡樂台 《俏摩女搶頭婚》
- 2015年 東森綜合台 《致，第三者》
- 2019年 公視 《生死接線員》(與邱皓洲共同導演)
- 2025年 客家電視台 《星空下的黑潮島嶼》
- 2025年 大愛電視 《我們六個》

#### 單元劇
- 2006年 公視人生劇展《幸福牌電冰箱》
- 2008年 公視人生劇展《芭娜娜上路》
- 2009年 公視人生劇展《我的阿嬤是太空人》
- 2011年 原視生命劇場《查馬克的飛行吐司》
- 2013年 公視人生劇展《阿弟仔，知道不知道》
- 2014年 公視人生劇展《只想比你多活一天》
- 2015年 公視人生劇展《天使的收音機》
- 2018年 公視人生劇展《紅鼻子與小女孩》
- 2021年 公視臺語台·台語有影《顧巢：抾箬仔》
- 2022年 公視人生劇展《趁她還記得》
- 2023年 AXN《找死俱樂部》
- 2025年 公視臺語台 電視電影《夾縫人生》

#### 紀錄片
- 2010年 《帶著夢想去旅行》（與陳惟元導演合拍）

#### 花絮導演
- 2006年 國片《巧克力重擊》幕後花絮導演
- 2008年 台南人劇團《閹雞》幕後花絮導演
- 2011年 台南人劇團《木蘭少女》幕後花絮導演

### 攝影
- 2007年 公視紀錄觀點《7-UP：上影新革命》（兼執行製片）

### MV
- 2009年 蕭亞軒《類似愛情》

### 編劇
- 2006年 公視人生劇展《幸福牌電冰箱》
- 2008年 公視人生劇展《芭娜娜上路》
- 2009年 公視人生劇展《我的阿嬤是太空人》
- 2010年 公視人生劇展《戀戀木瓜香》
- 2010年 公視人生劇展《搖滾保母》
- 2011年 公視人生劇展《感官犯罪》
- 2013年 公視人生劇展《阿弟仔，知道不知道》
- 2014年 公視人生劇展《只想比你多活一天》
- 2018年 公視人生劇展《紅鼻子與小女孩》

## 獲獎與提名

### 電視金鐘獎
| 年份           | 作品                       | 獎項                     |      |
| -------------- | -------------------------- | ------------------------ | ---- |
| 2009年(第44屆) | 公視《我的阿嬤是太空人》   | 迷你劇集導播（演）獎     | 獲獎 |
| 2009年(第44屆) | 公視《我的阿嬤是太空人》   | 迷你劇集編劇獎           | 獲獎 |
| 2009年(第44屆) | 公視《我的阿嬤是太空人》   | 攝影獎                   | 提名 |
| 2009年(第44屆) | 公視《我的阿嬤是太空人》   | 迷你劇集男主角獎         | 提名 |
| 2009年(第44屆) | 公視《我的阿嬤是太空人》   | 迷你劇集獎               | 獲獎 |
| 2010年(第45屆) | 公視《搖滾保母》           | 戲劇節目獎               | 提名 |
| 2010年(第45屆) | 公視《搖滾保母》           | 戲劇節目編劇獎           | 提名 |
| 2011年(第46屆) | 台視《我的完美男人》       | 連續劇最佳女主角獎       | 獲獎 |
| 2012年(第47屆) | 客台《飆！企鵝里德》       | 戲劇節目導演獎           | 提名 |
| 2013年(第48屆) | 公視《阿弟仔，知道不知道》 | 迷你劇集／電視電影導演獎 | 提名 |
| 2014年(第49屆) | 公視《只想比你多活一天》   | 迷你劇集導播（演）獎     | 提名 |
| 2014年(第49屆) | 公視《只想比你多活一天》   | 迷你劇集編劇獎           | 提名 |
| 2014年(第49屆) | 公視《只想比你多活一天》   | 迷你劇集男主角獎         | 獲獎 |
| 2014年(第49屆) | 公視《只想比你多活一天》   | 迷你劇集女主角獎         | 提名 |
| 2014年(第49屆) | 公視《只想比你多活一天》   | 迷你劇集獎               | 提名 |
| 2015年(第50屆) | 公視《天使的收音機》       | 迷你劇集導播（演）獎     | 提名 |
| 2015年(第50屆) | 公視《天使的收音機》       | 迷你劇集編劇獎           | 提名 |
| 2015年(第50屆) | 公視《天使的收音機》       | 迷你劇集男主角獎         | 提名 |
| 2015年(第50屆) | 公視《天使的收音機》       | 迷你劇集女主角獎         | 獲獎 |
| 2015年(第50屆) | 公視《天使的收音機》       | 迷你劇集女配角獎         | 提名 |
| 2015年(第50屆) | 公視《天使的收音機》       | 迷你劇集獎               | 提名 |
| 2015年(第50屆) | 公視《天使的收音機》       | 迷你劇集攝影獎           | 提名 |
| 2015年(第50屆) | 公視《天使的收音機》       | 迷你劇集燈光獎           | 提名 |
| 2015年(第50屆) | 公視《天使的收音機》       | 迷你劇集音效獎           | 提名 |

| 年份   | 作品               | 獎項                 |                              |
| ------ | ------------------ | -------------------- | ---------------------------- |
| 2004年 | 《詩·戀台北》      | 台北電影節           | 台北主題獎佳作               |
| 2005年 | 《出氣球》MV       | 海洋音樂祭           | 入圍「最佳音樂錄影帶觀摩片」 |
| 2006年 | 《鬼戒》           | Yahoo!奇摩影展       | 網路最佳人氣獎               |
| 2006年 | 《鬼戒》           | Yahoo!奇摩影展       | 佳作                         |
| 2007年 | 《哈日女與慰安婦》 | 華視第一屆新銳報導獎 | 第一名                       |

## 外部連結
- 王傳宗的Facebook專頁
- 金桔粒的電影相對論 （页面存档备份，存于）
- 王傳宗在香港影庫上的簡介